# Demetriusz Dukas Komnen Koutroules
Demetriusz (później Michał) Dukas Komnen Koutroules (grec. Δημήτριος (Μιχαήλ) Δούκας Κομνηνός Κουτρούλης Ἄγγελος; ur. ok.  1278, zm. po 1304) – syn Michała II Angelosa, despoty Epiru w latach 1230-1271 i Teodory z Arty.

## Życiorys
W 1278 ożenił się z Anną Paleolog, córką cesarza bizantyńskiego Michała VIII Paleologa i otrzymał od ojca tytuł despoty. Mieli dwóch synów: Andronika Angelosa Paleologa i Konstantyna. Jego drugą żoną była córką Jerzego I Tertera, cara Bułgarii. Miał z nią kilkoro dzieci. Walczył w szeregach armii bizantyńskiej przeciw wojskom Karola Andegaweńskiego. W 1304 roku został oskarżony o spisek przeciw cesarzowi Andronikowi II Palelologowi i został uwięziony. Dalsze jego losy nie są znane.